# Galaxy (cruise-ferry)
Pour les articles homonymes, voir Galaxy.
Le Galaxy est un cruise-ferry appartenant à la compagnie estonienne Tallink et exploité par la compagnie finlandaise Silja Line. Construit entre 2005 et 2006 par les chantiers Aker Finnyards de Rauma, il est le premier d'une série de trois navires jumeaux commandés par Tallink. Mis en service en mai 2006 sur les lignes de l'armateur estonien entre l'Estonie et la Finlande, il sera transféré en 2008 au sein de la flotte de Silja Line, filiale de Tallink, qui l'exploite habituellement sur les lignes entre la Finlande, l'archipel d'Åland et la Suède.

## Histoire

### Origines et construction
Au cours des années 2000, la compagnie Tallink s'impose rapidement comme un armateur majeur en mer Baltique. Cette période de croissance a permis à l'entreprise estonienne de faire construire une première paire de navires jumeaux neufs et modernes entre 2002 et 2004, les cruise-ferries Romantika et Victoria I. Afin de poursuivre le renouvellement de sa flotte, la compagnie enchaîne les commandes de navires neufs. Trois cruise-ferries jumeaux et deux ferries rapides seront ainsi commandés entre 2004 et 2007. Tallink envisage alors d'exploiter dès 2006 un cruise-ferry et les deux navires rapides l'année suivante sur sa ligne phare entre Tallinn et Helsinki, d'autant plus que la compagnie finlandaise Viking Line a annoncé le déploiement de son fleuron le Cinderella sur des mini-croisières en remplacement du Rosella. 
Les cruise-ferries sont conçus comme des versions améliorées des Romantika et Victoria I. Ils ont en effet une apparence très similaires bien que plus imposants avec une longueur augmentée de près de 20 mètres et un pont supplémentaire, mais aussi une capacité drastiquement augmentée avec 2 800 passagers et 600 véhicules. Leurs aménagements intérieurs ont une organisation semblable à celle de la précédente paire et dispose d'une qualité identique avec plus de 900 cabines dont des suites avec balcon, tout un pont dédié aux boutiques hors taxes, plusieurs bars et restaurants ainsi que des salles de conférences et un centre de bien-être. 
Commandé le 28 octobre 2004 au chantier finlandais Aker Yards de Rauma, le premier cruise-ferry est mis sur cale le 21 avril 2005 et lancé le 1er décembre sous le nom de Galaxy. Durant les travaux de finitions, le navire intègre une caractéristique originale propre à sa classe avec l'ajout d'une livrée fantaisiste sur sa coque réalisée par l'artiste estonien Navitrolla et représentant un ciel bleu nuageux et divers animaux. Les décorations des sister-ships du Galaxy seront par la suite plus sobres que leur aîné. Après avoir réalisé ses essais en mer du 30 mars au 1er avril 2006, le navire est livré à Tallink le 18 avril.

### Service

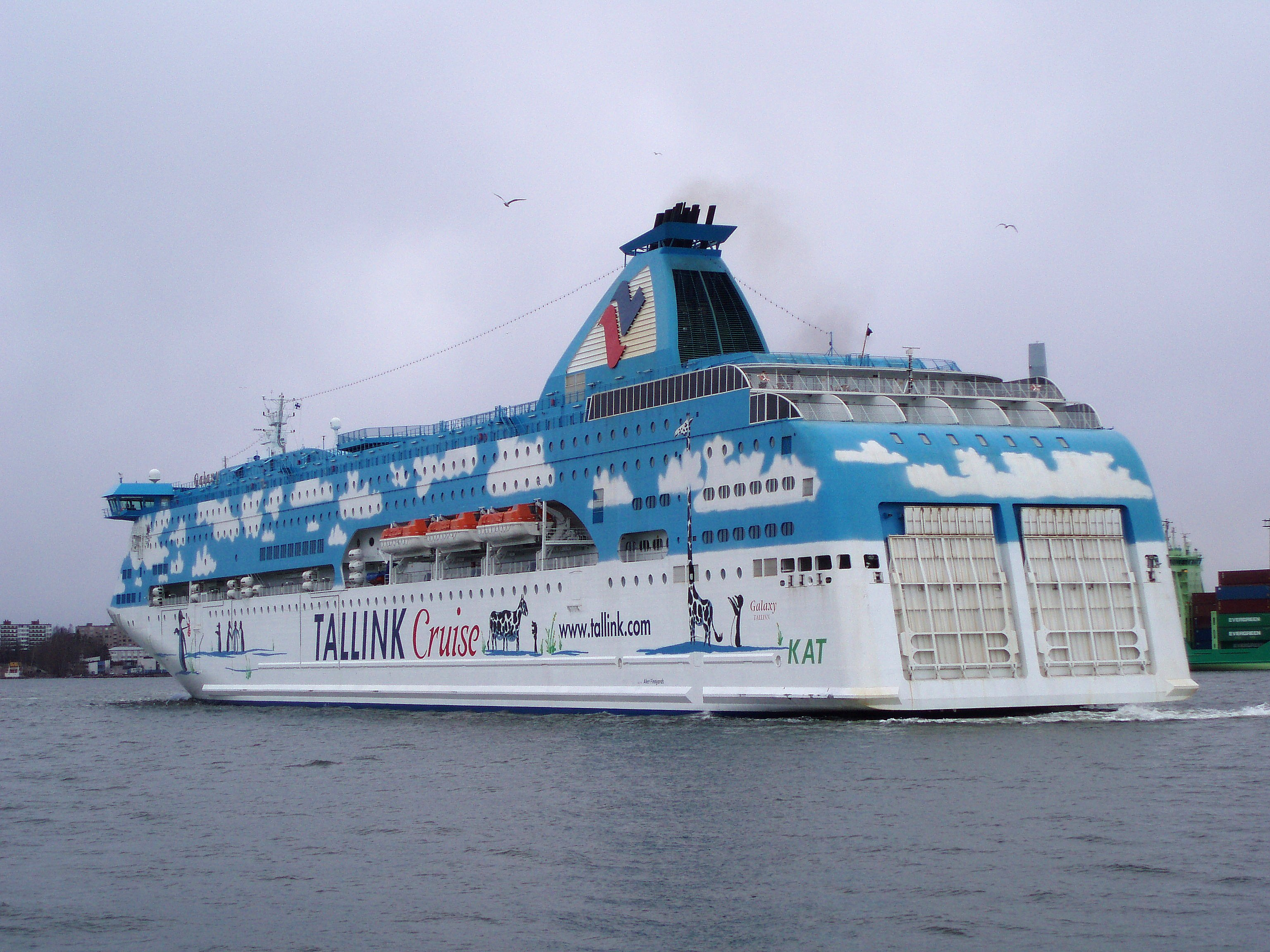
Le Galaxy au début de sa carrière sous les couleurs de Tallink.

Arrivé pour la première fois à Tallinn le 26 avril 2006, le Galaxy réalise le 29 un voyage d'essai vers Helsinki. Sa carrière commerciale débute ensuite le 2 mai entre Tallinn et Helsinki. Entre la commande du navire et sa livraison, le contexte des lignes maritimes entre l'Estonie et la Finlande a quelque peu changé. L'entrée de l'Estonie dans l'Union européenne en 2004 a en effet eu pour conséquence d'empêcher les compagnies de proposer des tarifs détaxés dans les boutiques, ce qui a motivé Viking Line à retirer le Cinderella de cette desserte. 
En avril 2007, moins d'un an après la mise en service du Galaxy, Tallink annonce que celui-ci rejoindra l'année suivante la flotte de Silja Line, transporteur historique finlandais racheté par Tallink en 2006, et desservira les lignes entre la Finlande et la Suède en remplacement du Silja Festival qui intégrera quant à lui la flotte de Tallink pour naviguer entre la Lettonie et la Suède.
Dès la mise en service de son jumeau le Baltic Princess en juillet 2008, le Galaxy est transféré au sein de Silja Line. Après avoir réalisé des essais d'accostage à Mariehamn et à Långnäs le 16 juillet, il prend la direction du chantier de Naantali où il est préparé en vue de sa nouvelle affectation. Sa livrée originale reste inchangée et les logos de Tallink sur sa coque sont remplacés par ceux de Silja. La cheminée conserve en revanche l'emblème de la compagnie estonienne. Le 21 juillet, il est enregistré sous pavillon suédois. Le Galaxy débute ses rotations entre Turku, Mariehamn et Stockholm le 23 juillet. Il navigue alors en tandem avec le Silja Europa.
Le 31 juillet 2010, alors que le navire vient de quitter Turku pour rejoindre la Suède, un incendie se déclare dans un véhicule stationné dans le garage. L'équipage parvient cependant à rapidement maîtriser les flammes et aucun dégât supplémentaire n'est constaté. Le navire poursuit alors sa route vers Stockholm sans incidents particulier.
Le 29 novembre 2012, un nouvel incendie est signalé à bord, cette fois-ci au niveau d'une cabine. Il sera là aussi rapidement éteint par l'équipage.
À partir de 2013, le Galaxy est rejoint sur ses lignes par son sister-ship le Baltic Princess, transféré dans la flotte de Silja en remplacement du Silja Europa, déployé entre Tallinn et Helsinki sous les couleurs de Tallink. 
Le 25 septembre 2015, alors que le navire s'apprête à quitter Turku, une panne électrique entraîne son immobilisation et l'annulation de la traversée qu'il devait effectuer.
Le 10 août 2019, le Galaxy évite de justesse une collision avec un porte-conteneurs alors qu'il navigue dans l'archipel d'Åland. Le navire a dû effectuer un virage très serré qui a occasionné quelques dégâts à bord.
En 2020, malgré la crise sanitaire provoquée par la pandémie de Covid-19, les traversées entre Turku, Mariehamn et Stockholm assurées par le Galaxy et le Baltic Princess sont maintenues, contrairement à la plupart des lignes de la mer Baltique.
Au cours de l'année 2022, en dépit de la levée des restrictions et la reprise totale du trafic, le groupe Tallink Silja est frappé de plein fouet par l'augmentation vertigineuse des prix du carburant provoqué par la guerre russo-ukrainienne. En conséquence, la compagnie se voit contrainte de restreindre une partie de ses activités. C'est dans ce contexte qu'à la fin du mois de juillet, la direction annonce que le Galaxy sera mis à disposition des autorités néerlandaises afin d'héberger des ressortissants ukrainiens fuyant le conflit. Ainsi, le 11 septembre, le navire est retiré du service à l'issue de sa traversée entre Turku, Mariehamn et Stockholm. Une dizaine de jours plus tard, le 22 septembre, il quitte la Suède pour rejoindre les Pays-Bas. Arrivé à destination le 25 septembre, il est stationné dans le port d'Amsterdam.

## Aménagements
Le Galaxy possède 12 ponts. Les locaux passagers se situent sur la totalité des ponts 5 à 9 ainsi que sur une partie des ponts 10 et 2. Ceux de l'équipage occupent principalement le pont 10. Les ponts 3 et 4 sont pour leur part consacrés aux garages.

### Locaux communs
Le Galaxy est équipé d'un grand nombre d'installations d'une qualité semblable à celles d'un navire de croisières. Situées en grande majorité sur les ponts 6 et 7, elles comptent notamment trois restaurants à la carte, un buffet spécialités scandinaves, une cafétéria, cinq bars, et des espaces commerciaux très développés.
Les installations du cruise-ferry sont organisées de la manière suivantes :
- Starlight Palace : vaste bar-spectacle sur deux niveaux situé sur les ponts 6 et 7 à l'arrière du navire. Il dispose d'une piste de danse et peut accueillir plus de 1 000 personnes ;
- Moonlight Bar : bar à l'ambiance plus intimiste situé au pont 6 à l'avant du navire ;
- Sea Pub : pub traditionnel estonien situé au centre du navire sur le pont 7 ;
- Piano Bar : piano-bar situé au milieu arrière du pont 7 ;
- Disco Zenith : bar-discothèque situé à l'arrière sur le pont 10 ;
- Grande Buffet : restaurant buffet situé au pont 7 à l'avant du navire ;
- Happy Lobster : restaurant à la carte situé proposant des menus à base de la pêche du jour au milieu avant du pont 7 ;
- Tavolàta Ristorante Italiano : restaurant à la carte proposant une cuisine d'inspiration italienne situé au centre avant du pont 7 ;
- Grill House : restaurant grill situé au milieu du navire du côté tribord sur le pont 7 ;
- Fast Lane : cafétéria ouverte 24 heures sur 24 située sur le pont 6 vers l'avant du navire ;

En plus de ces installations, le Galaxy dispose d'une vaste galerie marchande sur le pont 6 composée d'un supermarché hors-taxe, d'une parfumerie et d'une boutique de vêtements. À l'avant du pont 5 se trouve un centre de conférences. Une piscine intérieure et un sauna situés au pont 2 sous les garages sont également à la disposition des passagers.

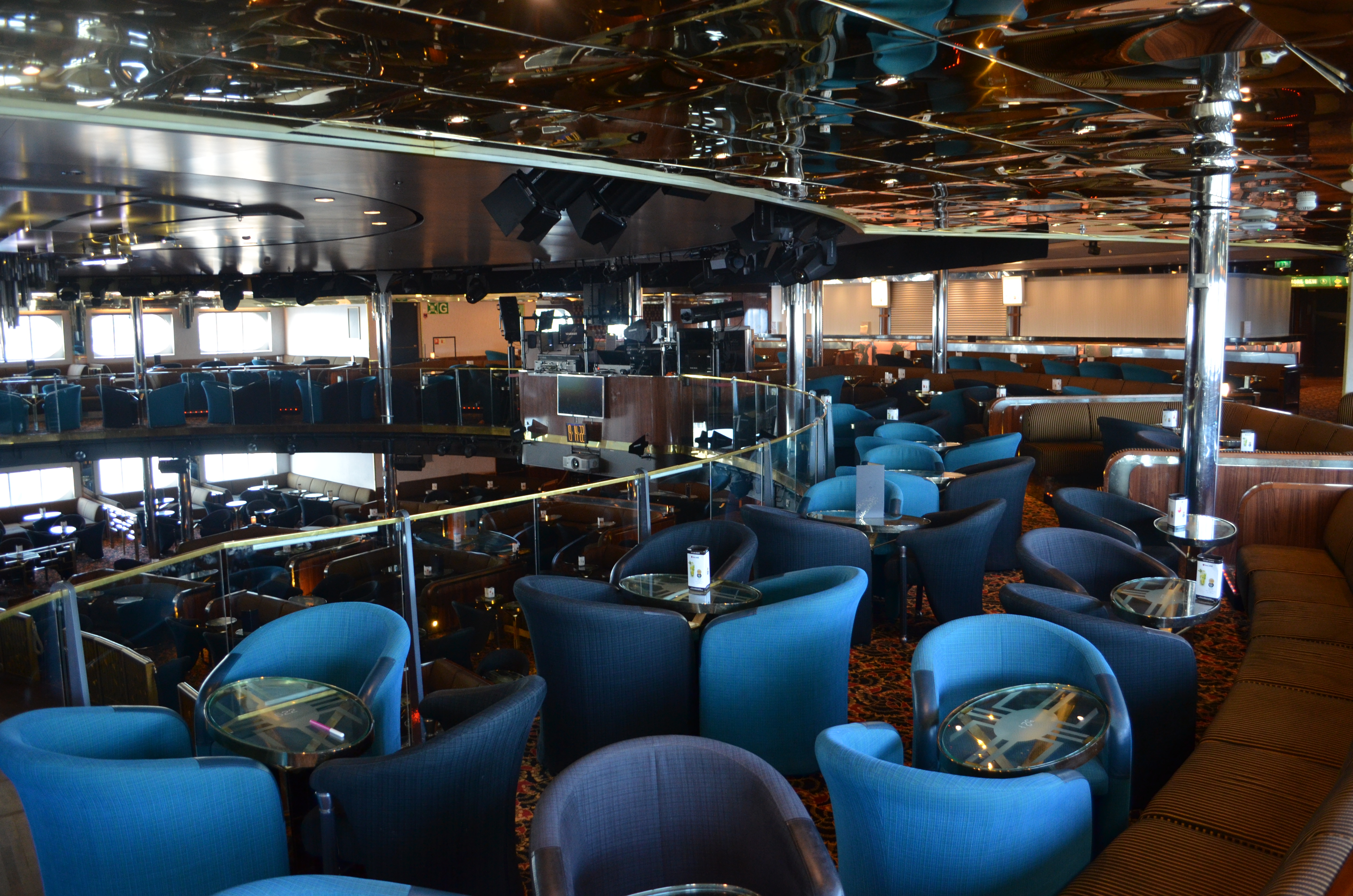
Bar-spectacle Starlight Palace.
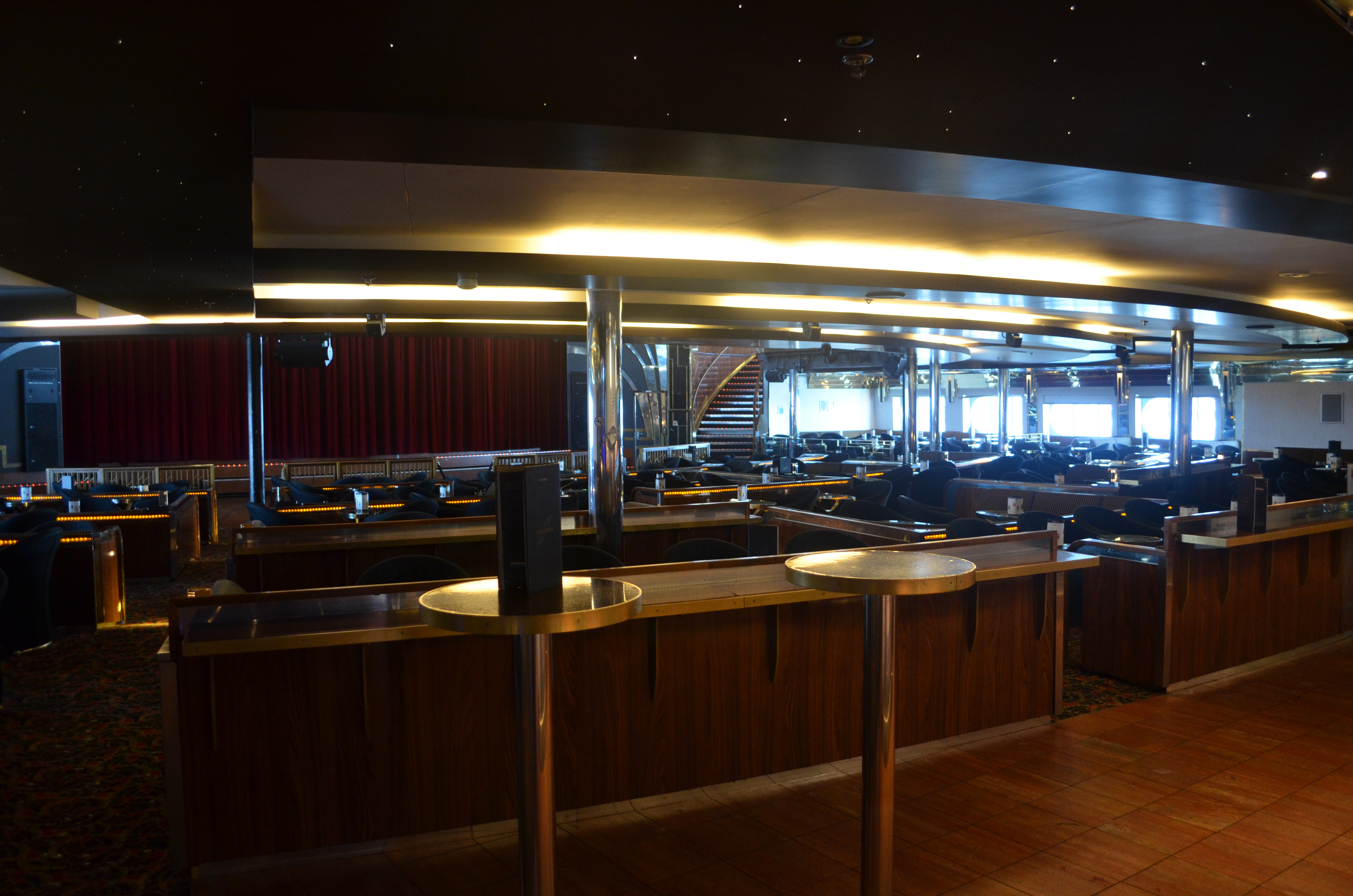
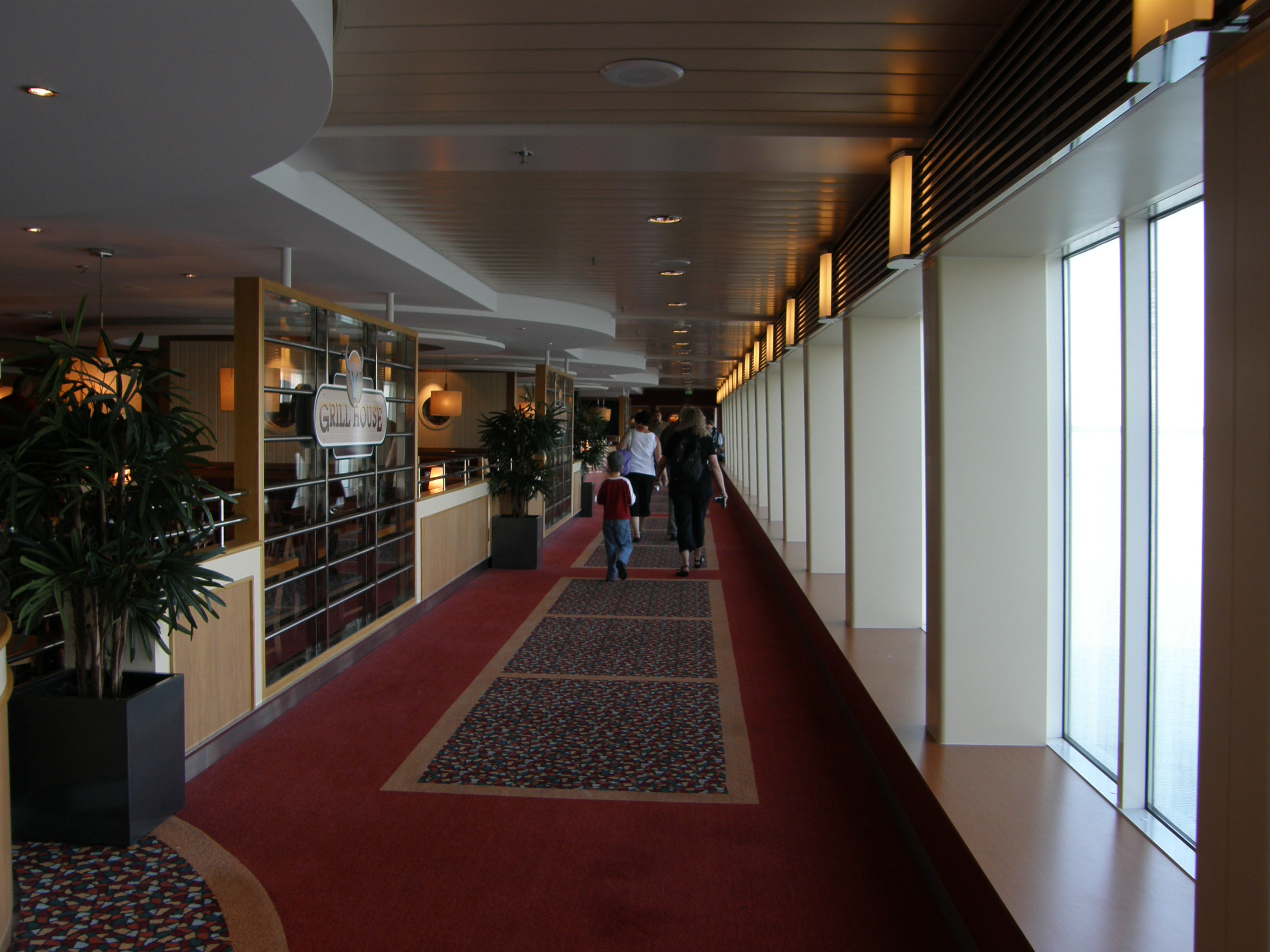
Restaurant Grill House et promenade intérieure.
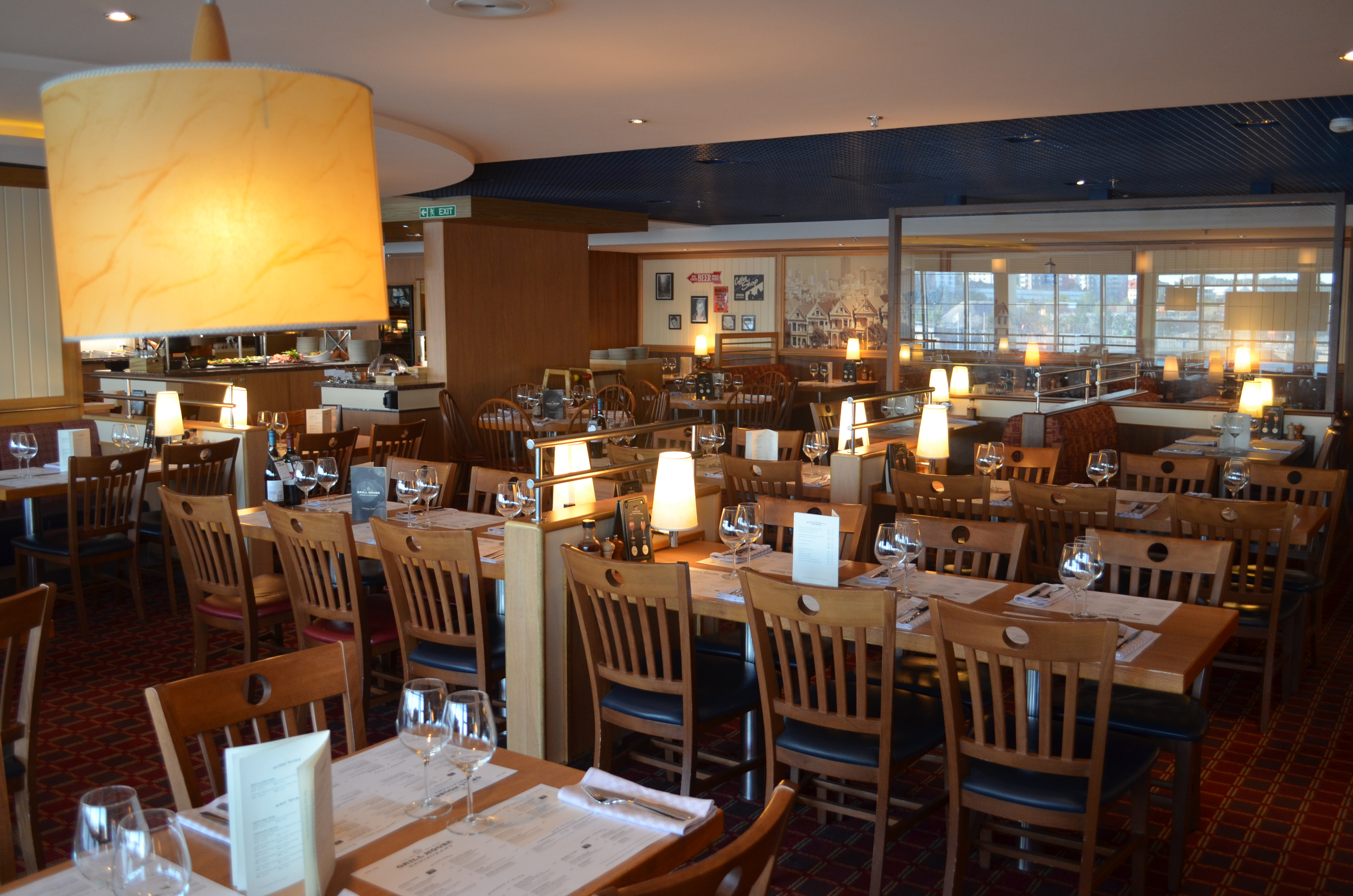
Restaurant Grill House sur le pont 7.
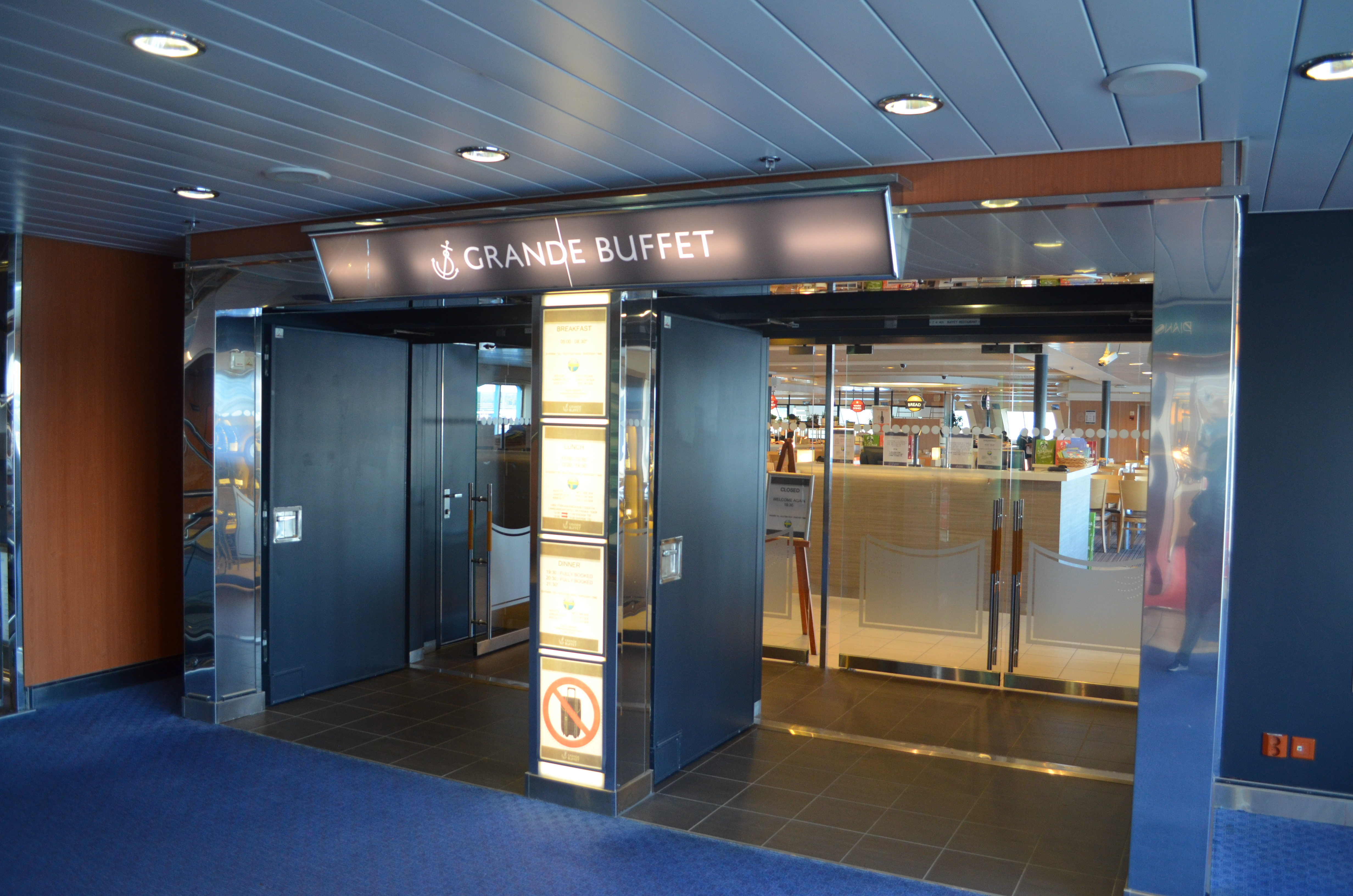
Entrée du restaurant Grande Buffet.
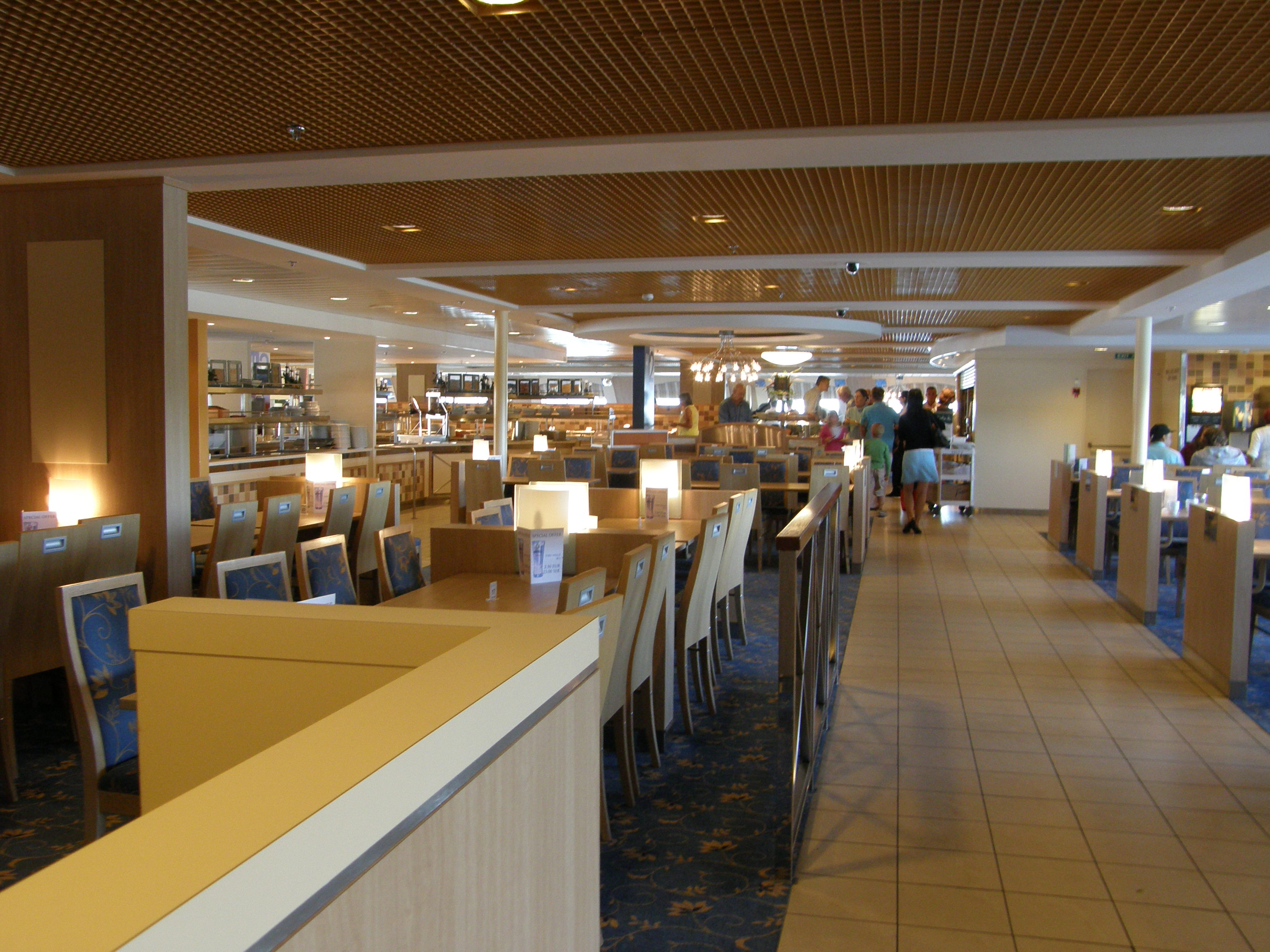
Restaurant Grande Buffet.
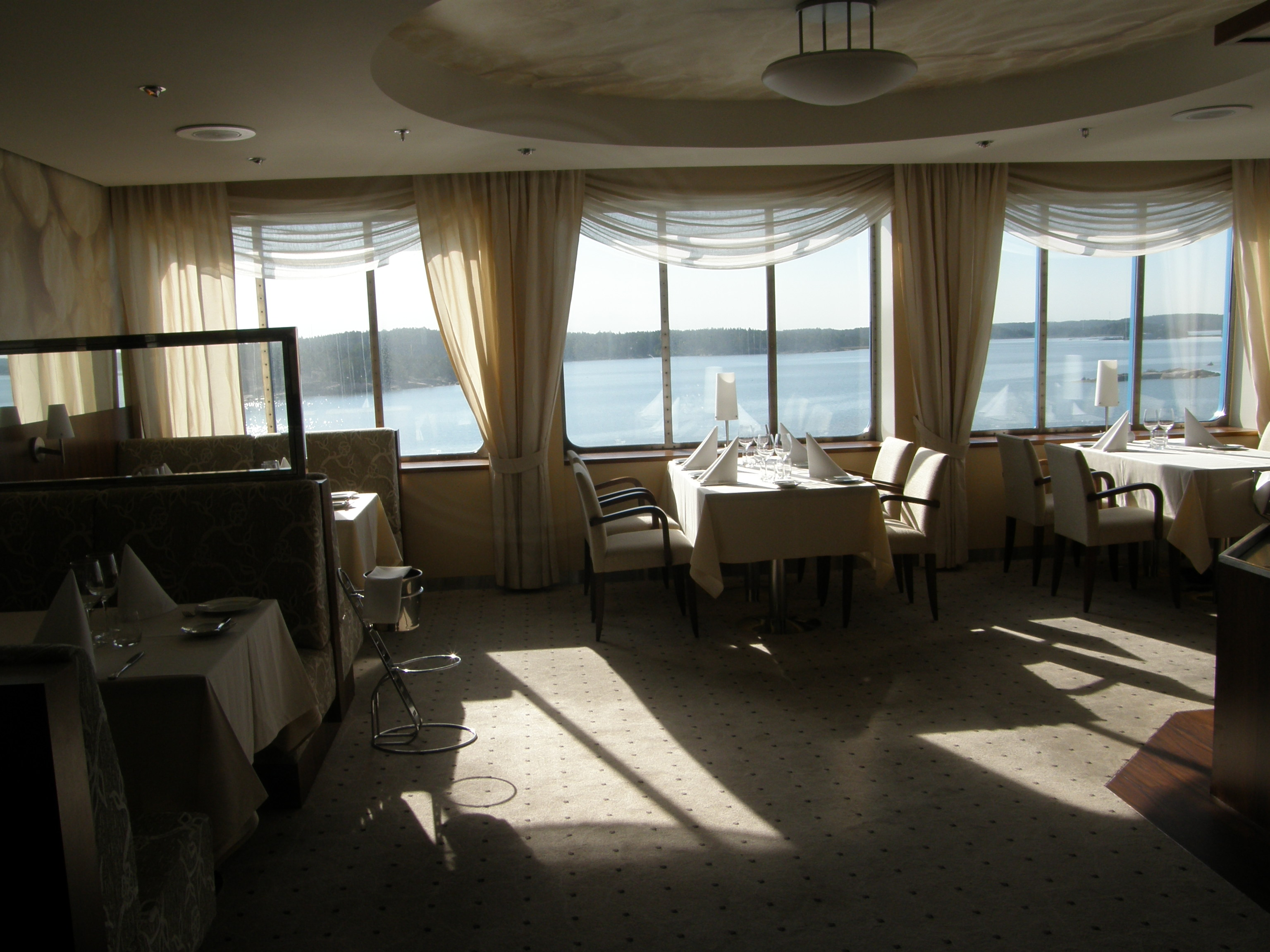
Restaurant Happy Lobster.
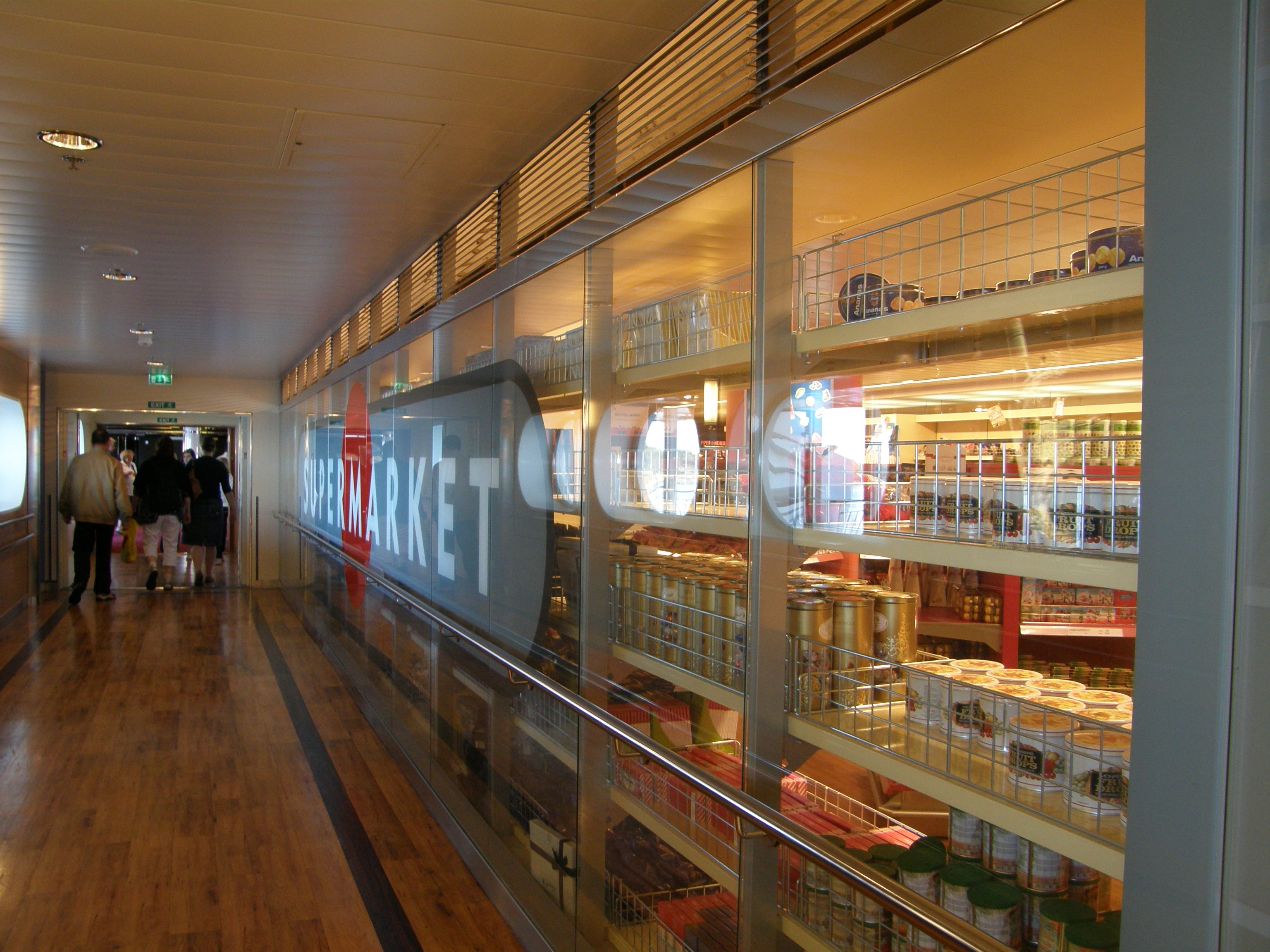
Supermarché hors-taxe sur le pont 6.
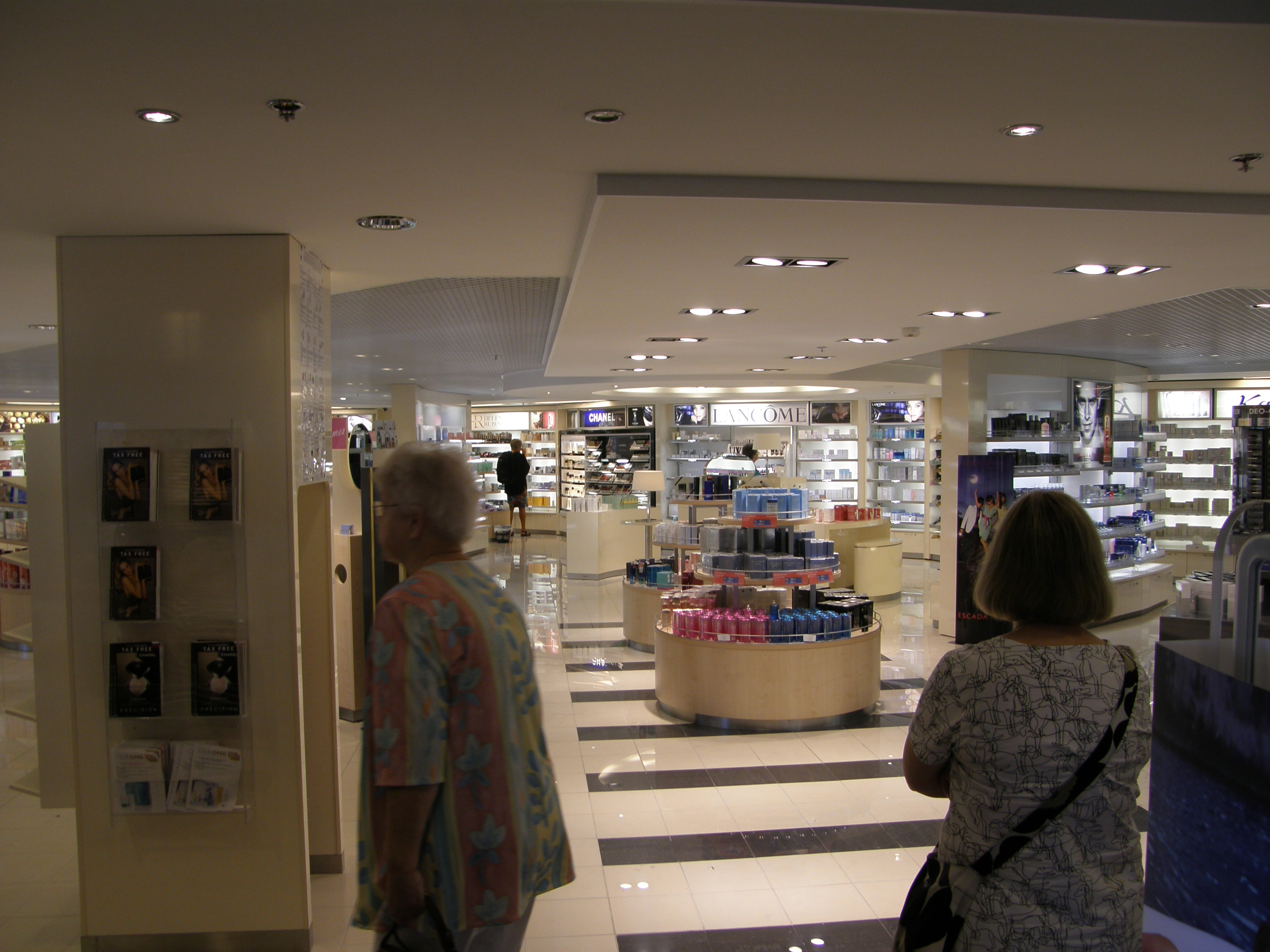
Parfumerie.

### Cabines
Le Galaxy possède 927 cabines situées sur les ponts 5, 8 et 9. Les cabines standards, internes ou externes, sont équipées de deux à quatre couchettes ainsi que de la télévision et de sanitaires comprenant douche, WC et lavabo. Certaines d'entre elles disposent d'un grand lit à deux places. Le navire propose également des suites, dont six avec balcon. Des cabines accessibles aux personnes à mobilité réduite ou aux animaux sont également présentes.

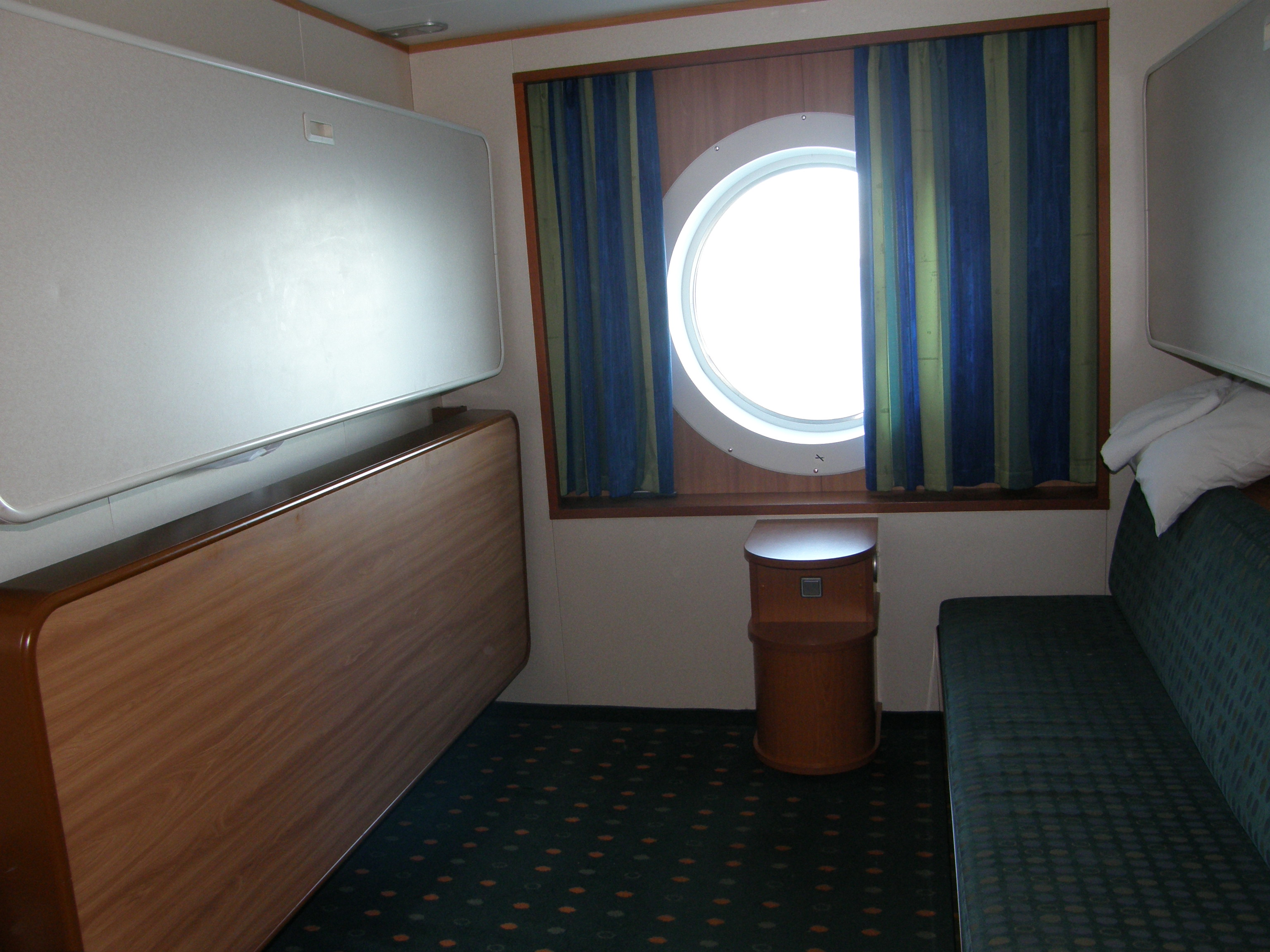
Cabine extérieure standard pouvant accueillir quatre personnes.
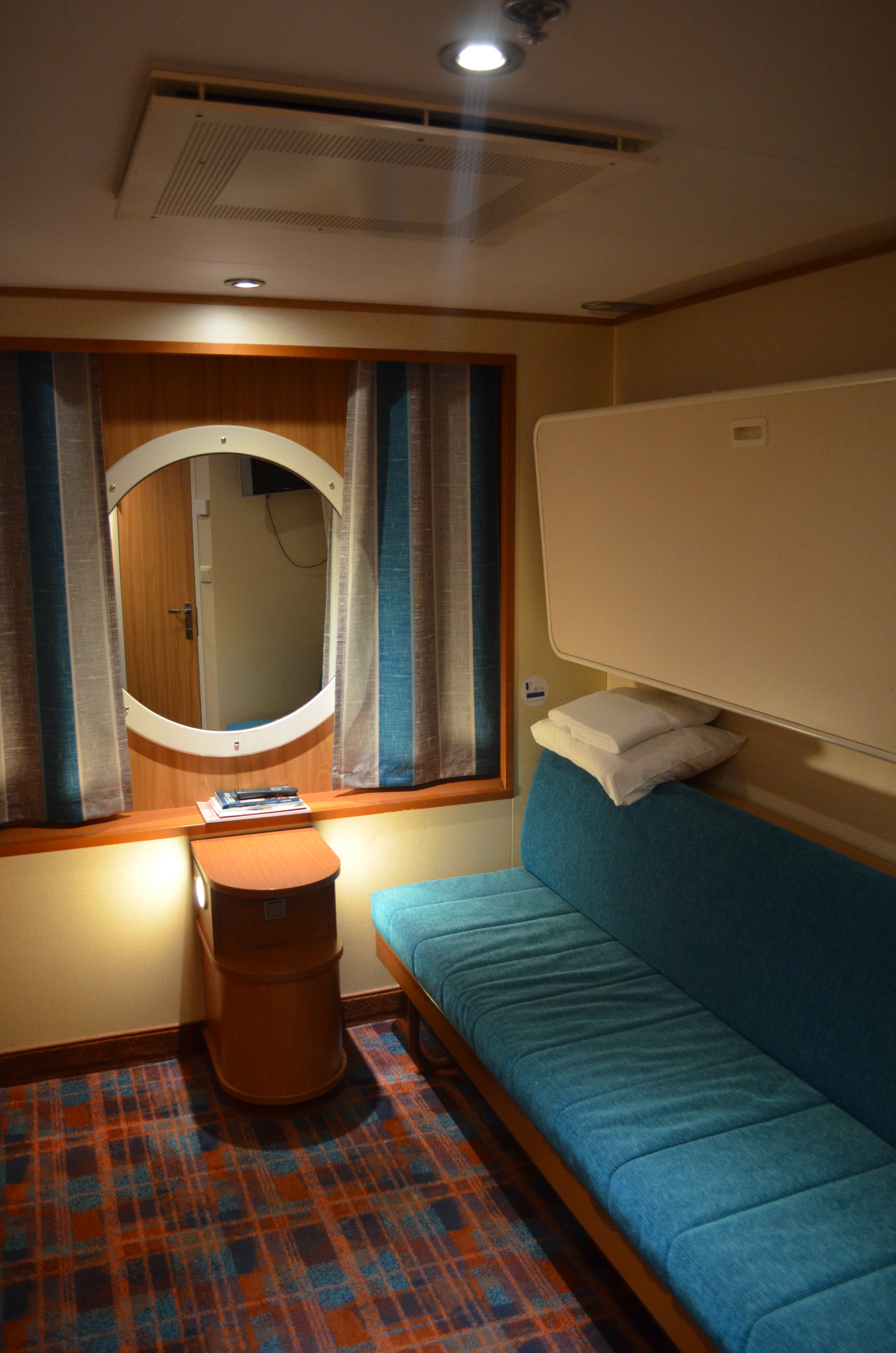
Cabine intérieure standard.
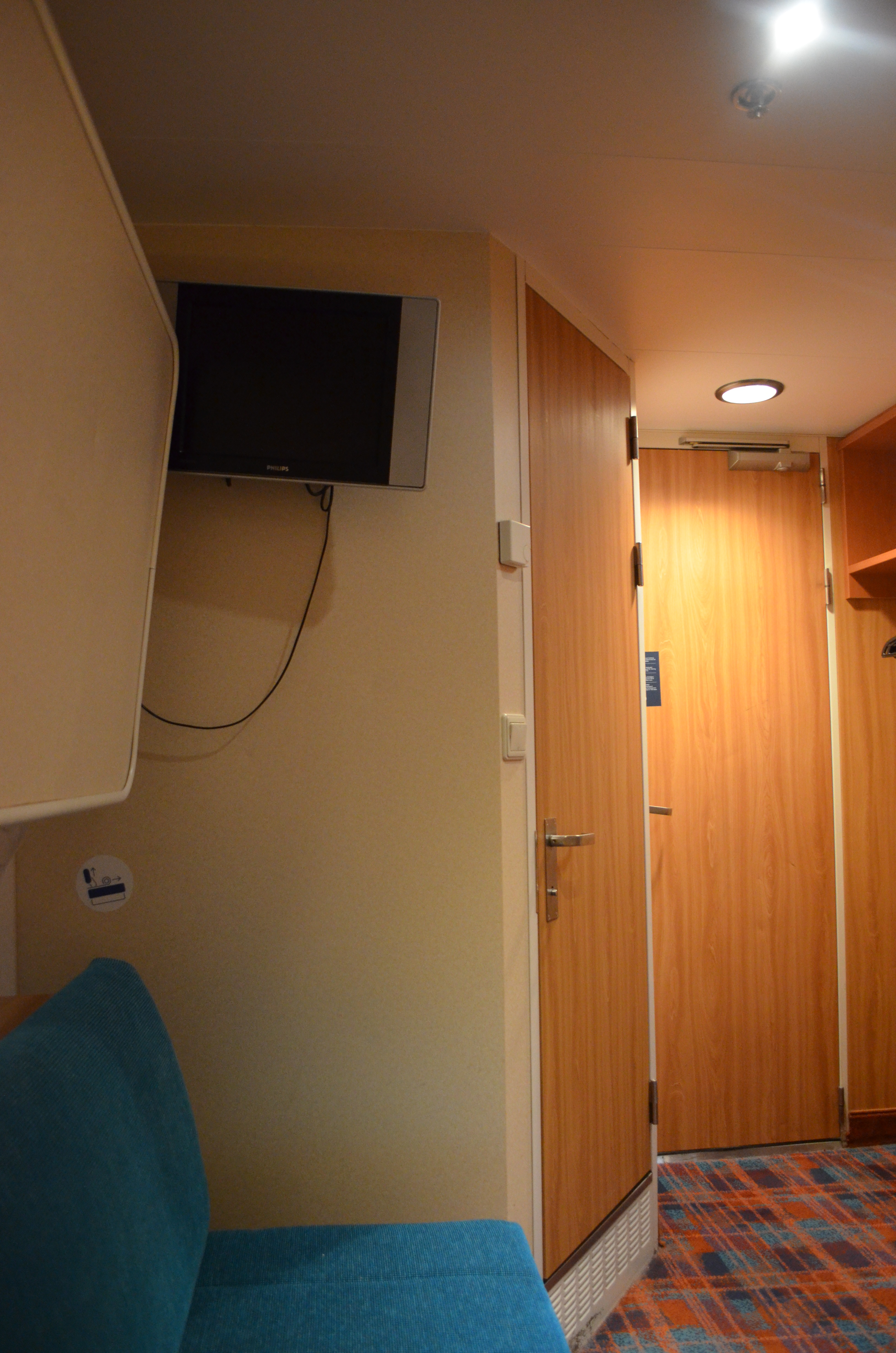
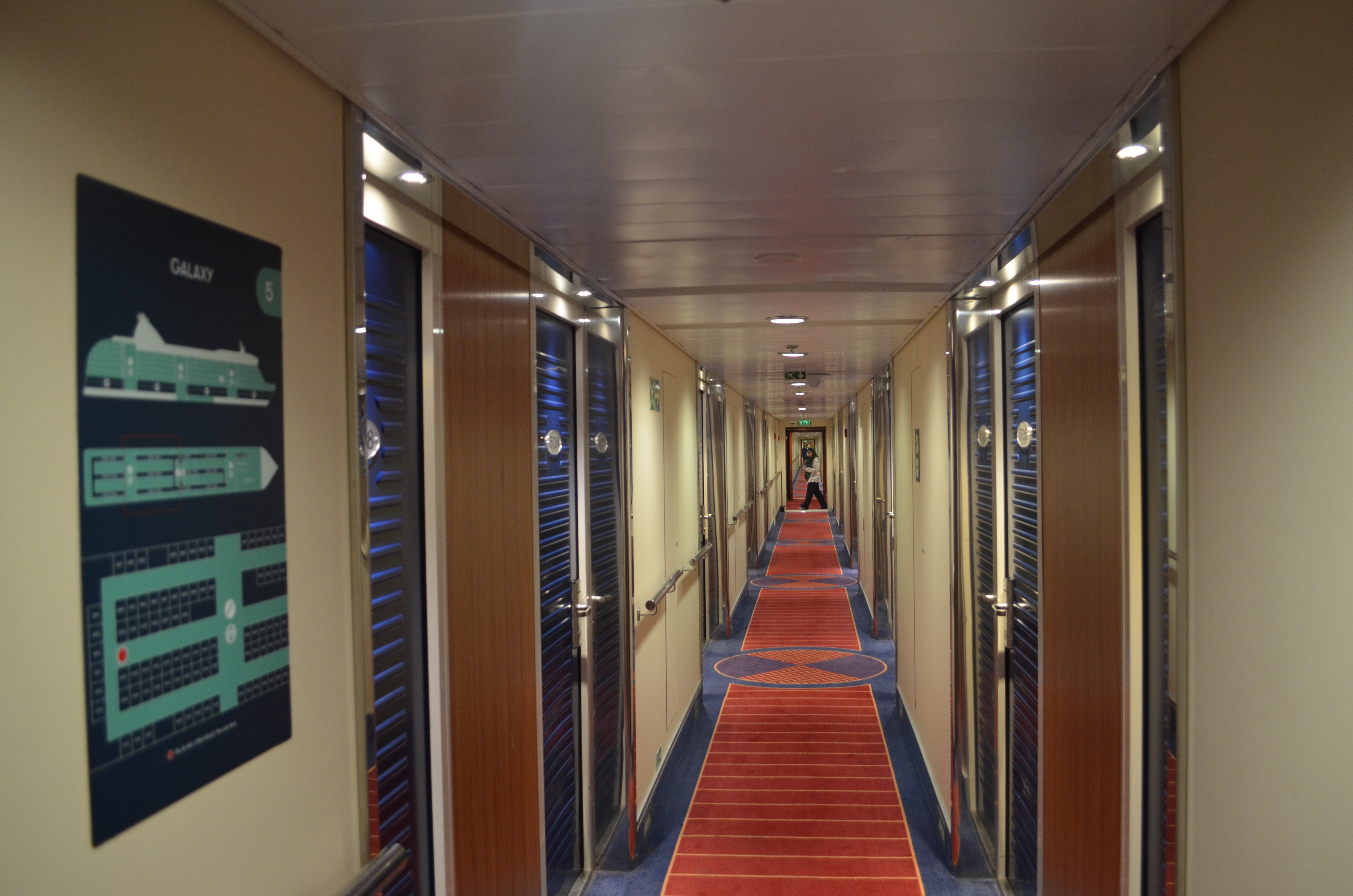
Coursive des cabines du pont 5.

## Caractéristiques
Le Galaxy mesure 212,10 mètres de long pour 29 mètres de large et son tonnage est de 48 950 UMS. Le navire a une capacité 2 800 passagers et est pourvu d'un garage de 1 130 mètres linéaires pouvant accueillir 600 véhicules ou 75 remorques répartis sur deux niveaux. Le garage est accessible par deux portes rampes situées à l'arrière et une porte rampe avant. La propulsion est assurée par quatre moteurs diesels Wärtsilä 16V32 développant une puissance de 32 000 kW entraînant deux hélices à pas variable faisant filer le bâtiment à une vitesse de 24,5 nœuds. Le Galaxy possède six embarcations de sauvetage fermées de grande taille, trois sont situées de chaque côté vers l'arrière du navire. Elles sont complétées par deux canots semi-rigides. En plus de ces principaux dispositifs, le navire dispose de plusieurs radeaux de sauvetage à coffre s'ouvrant automatiquement au contact de l'eau. Le navire est doté de deux propulseurs d'étrave facilitant les manœuvres d'accostage et d'appareillage ainsi que des stabilisateurs anti-roulis. Il est également équipé d'une coque brise-glace classée 1 A Super.

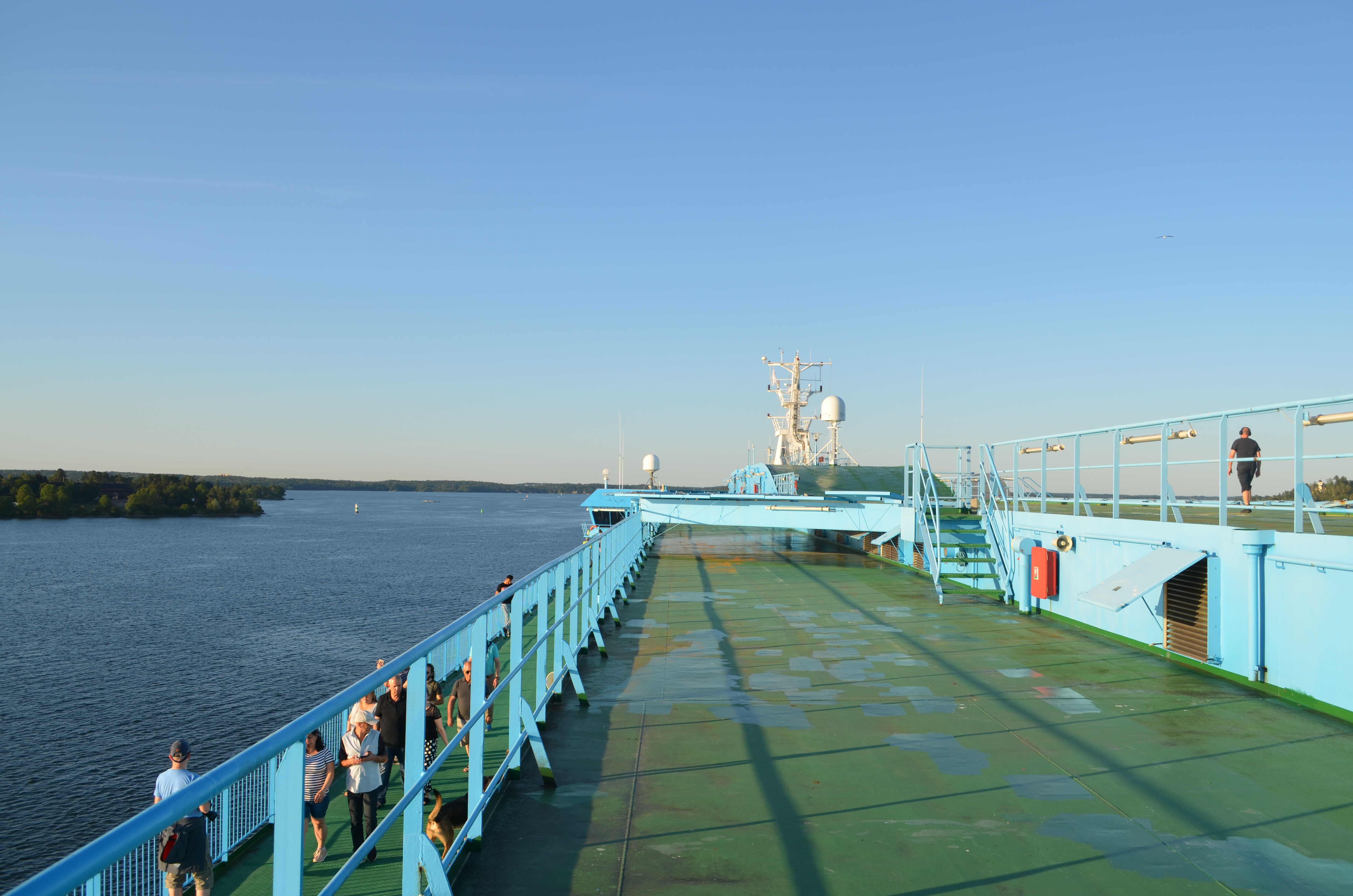
Ponts extérieurs.
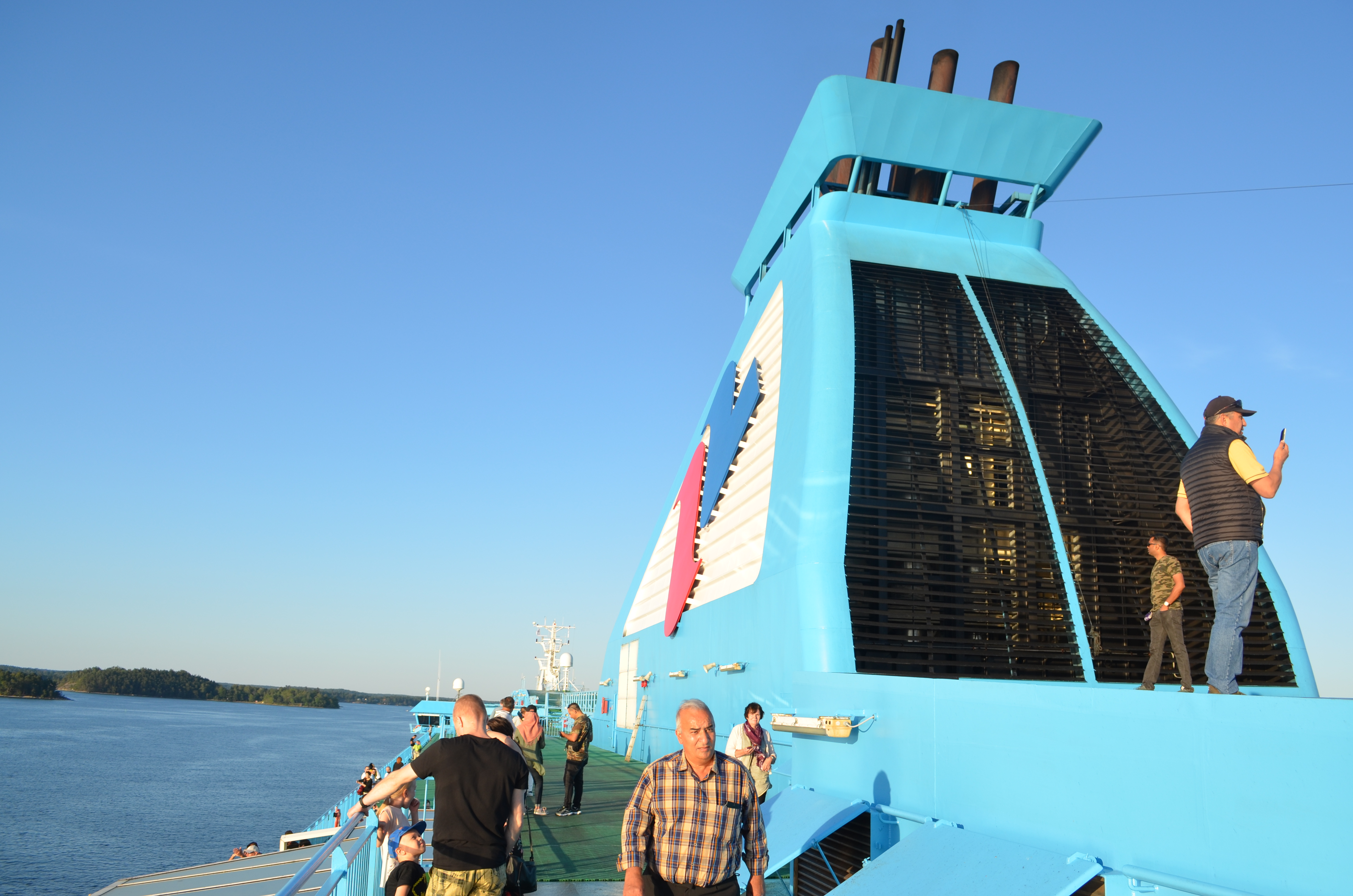
Cheminée unique.
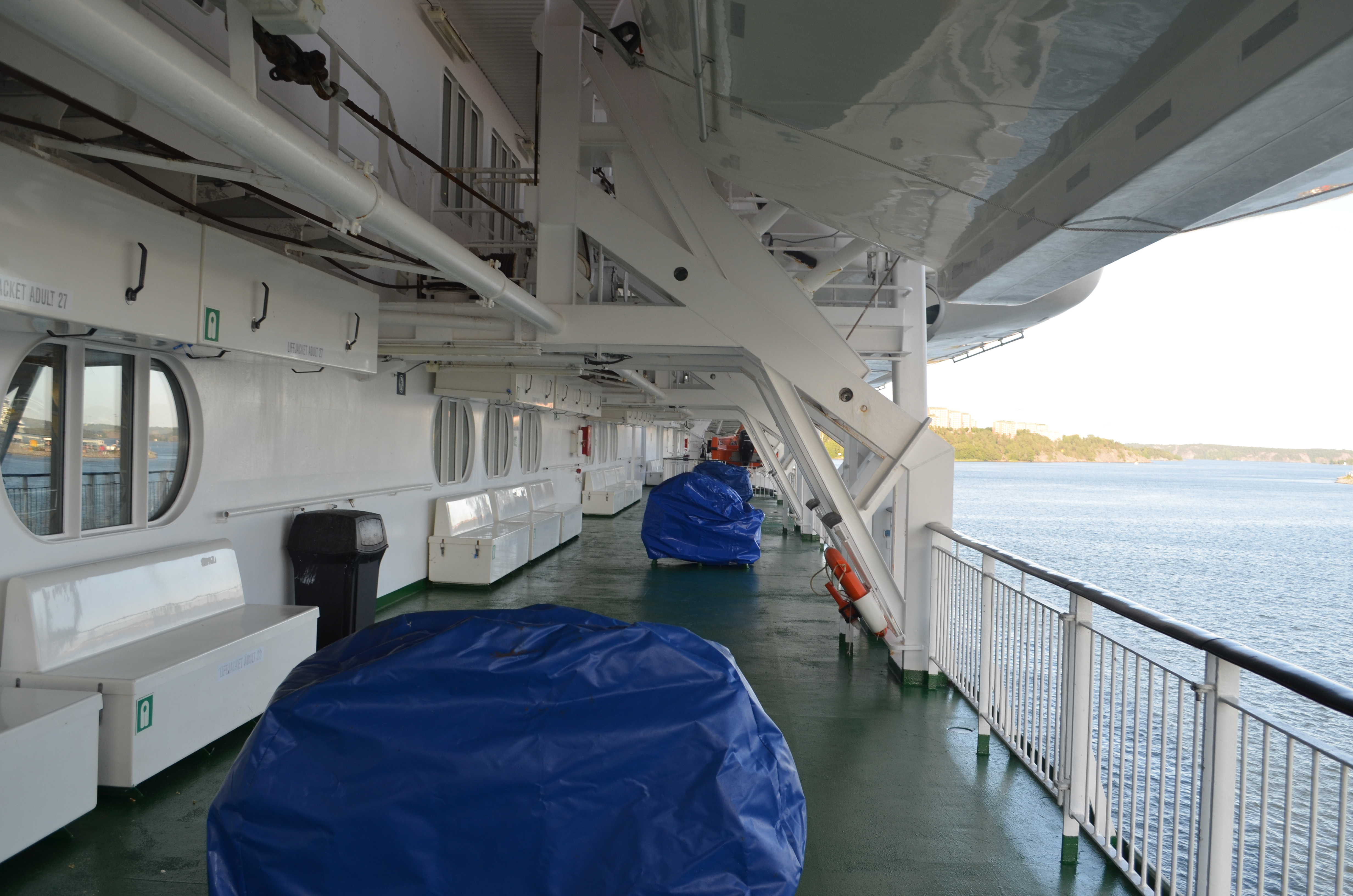
Espace extérieur couvert sur le pont 6.
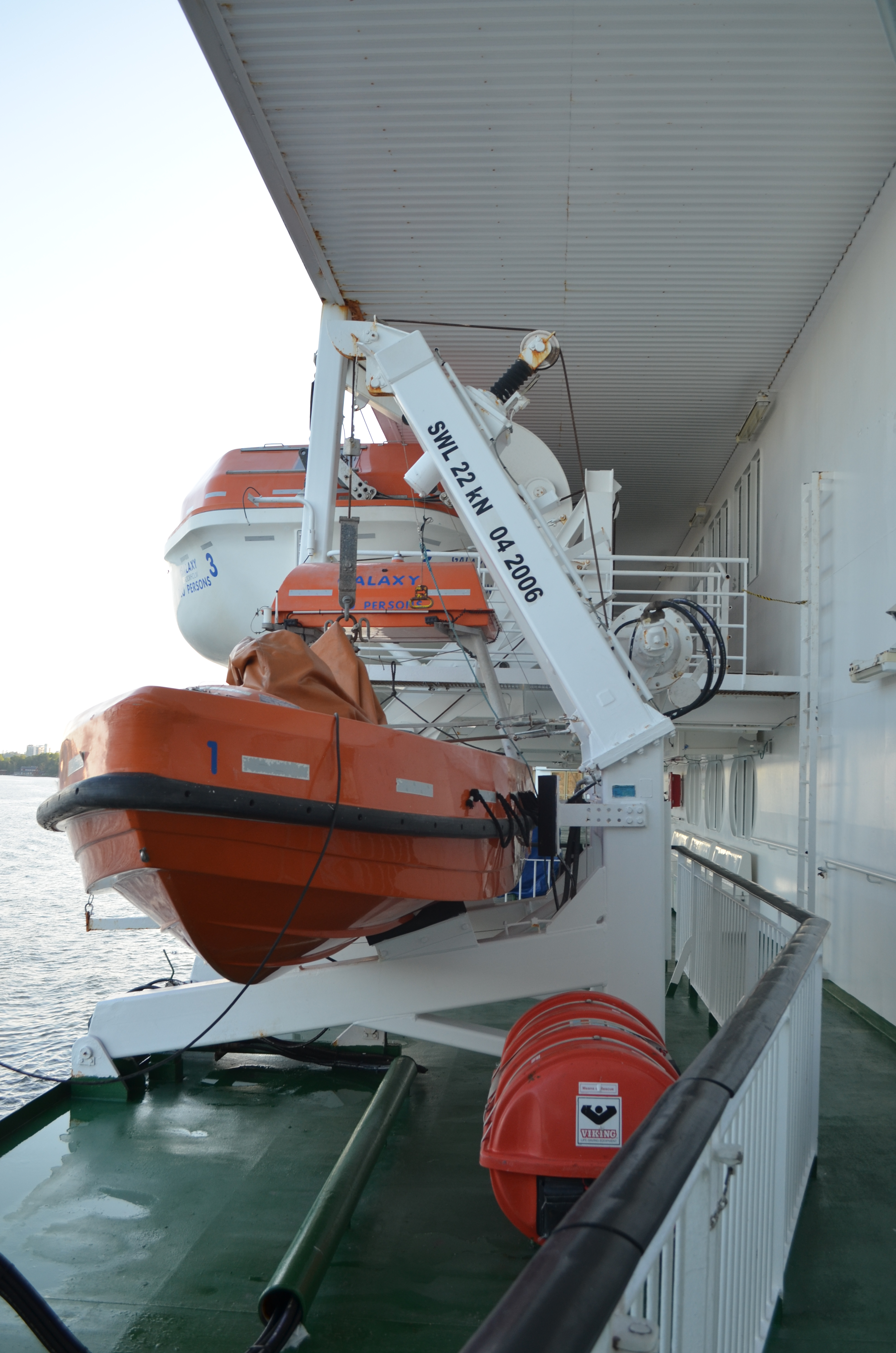
Dispositifs de sécurité.

## Lignes desservies
De 2006 à 2008, le Galaxy effectuait la traversée entre l'Estonie et la Finlande sur la ligne Tallinn - Helsinki pour le compte de Tallink. Le navire réalisait des voyages à faible vitesse afin de permettre aux passagers de profiter des prestations offertes à bord.
Depuis 2008, le Galaxy est affecté entre la Finlande et la Suède sur la ligne Turku - Stockholm en traversée de nuit mais aussi de jour. À chaque traversée, une escale est effectuée à Mariehamn ou à Långnäs dans la province autonome d'Åland afin de permettre entre autres aux passagers de bénéficier de tarifs détaxés dans les boutiques du bord.